# サート・トクパクバエフ
サート・ベシンバエヴィッチ・トクパクバエフ（Сәт Бесімбайұлы Тоқпақбаев、1939年9月17日 - ）は、カザフスタン共和国の政治家、軍人、チェキスト。大将。議会代議員。過去、国家保安委員会議長、国防相を歴任。

## 経歴
アルマ・アタ州イリースキー地区出身。1963年、カザフ国立大学（КазНУ）を卒業し、アルマ・アタ州検察庁の取調官として働く。

### ソ連時代
1963年～1964年、ソ連国家保安委員会（KGB）高等学校（ミンスク）の聴講生。1964年～1991年、ソ連KGBとカザフ・ソビエト社会主義共和国KGBで働き、作戦係、先任作戦係、副班長、班長、副課長、課長、副局長を歴任する。1969年、KGB第1総局のラインで、二等書記官として駐中大使館（KGB支局）に勤務。
1971年、ソ連外務省高等外交学校を卒業。

### カザフスタン共和国時代
- 1991年～1993年 - カザフスタン国家保安委員会アルマ・アタ市及びアルマ・アタ州局長
- 1993年 - 国家保安委員会第一副議長
- 1993年～1995年 - 国家保安委員会議長
- 1995年～1997年 - 大統領警護庁長官
- 1995年～1999年 - カザフスタン共和国親衛隊司令官
- 1999年～2001年 - 国防相

2001年12月から大統領顧問。2002年4月、大統領附属汚職対策・職務倫理遵守委員会議長。その後、「ユーラシア・エア・インターナショナル」社の代表取締役。
2007年8月から議会マジリス代議員、安全保障委員会委員。

## パーソナル
三等「バルィス」勲章、「ダンク」勲章、ソ連のメダル6個、ロシアの「武勲に対する」メダルを受章。
1男1女と2人の孫を有する。中国語と英語を話す。